# WWE Hardcore Championship
WWE Hardcore Championship var en sekundær titel inden for wrestling i World Wrestling Entertainment, der eksisterede fra 1998 til 2002, under hardcore-regler, hvilket betyder, at wrestlerne bl.a. må bruge våben (fx stole) i kampene. 
Titlen blev skabt af WWE's ejer Vince McMahon under navnet WWF Hardcore Championship (den blev omdøbt WWE Hardcore Championship i 2002), og han gav titlen i november 1998 til Mankind. Det var meningen, at Mankinds rygte som en hardcore-wrestler skulle styrkes over den næste periode. Efter at have tabt titlen til Big Boss Man, blev Mankind dog så populær, at han valgte at gå efter WWF's VM-titel i stedet for. Hardcore-titlen blev dog alligevel ganske populær og hjalp til at fremme hardcore-wrestling i Nordamerika. Flere amerikanske wrestlingorganisationer, heriblandt konkurrenten World Championship Wrestling, valgte således at introducere deres egne udgaver af hardcore-titlen. 

## 24/7-reglen
På et tidspunkt vandt Crash Holly titlen, og han introducerede derefter 24/7-reglen, hvilket betød, at titlen kunne og skulle forsvares på hvilket som helst tidspunkt – så længe der er en dommer til stede. Det resulterede i mange komiske segmenter i World Wrestling Federation, bl.a. var der et eksempel på, at en regerende mester mistede titlen, fordi han lå og sov. Ved WrestleMania X8 skiftede titlen hænder utallige gange, fordi mange wrestlere havde mulighed og lyst til at vinde titlen. Raven nåede at vinde titlen 27 gange. Det gjorde det også nemmere for kvinder at vinde titlen, og fire kvinder nåede at vinde titlen, inden den blev forenet med WWE Intercontinental Championship i 2002.
| Sport | Spire Denne artikel om sport er en spire som bør udbygges. Du er velkommen til at hjælpe Wikipedia ved at udvide den. |